# Nancray-sur-Rimarde
Nancray-sur-Rimarde è un comune francese di 551 abitanti situato nel dipartimento del Loiret nella regione del Centro-Valle della Loira.

## Società

### Evoluzione demografica
Abitanti censiti